# Hermann Abels (Journalist)
Hermann Abels (* 13. November 1855 in Heede (Emsland); † 8. Juni 1932 in Paderborn) war ein deutscher Heimatkundler und Journalist.

## Leben
Er besuchte das Gymnasium in Meppen. Er studierte klassische Philologie, Germanistik und Geschichte in Münster (1880 Prüfung für das Höhere Lehramt). Er lehrte am Gymnasium in Lingen und Emden. 1882 wurde er Redakteur des Westfälischen Kuriers in Münster. 1892 wurde er Chefredakteur des Westfälischen Volksblattes in Paderborn.

## Schriften (Auswahl)
- Die Christianisierung des Emslandes und der hl. Ludger. Eine kirchengeschichtliche Untersuchung. Osnabrück 1924, OCLC 236063679.
- Die Ortsnamen des Emslandes in ihrer sprachlichen und kulturgeschichtlichen Bedeutung. Paderborn 1927.
- Der Herrgott von Bentheim, das älteste christliche Steinbildwerk deutschen Geistes. Seine Bestimmung und seine Zeit. Bentheim 1929, OCLC 175068118.
- Zur ältesten Kirchengeschichte des Emslandes. Meppen 1930, OCLC 258524079.
- Beiträge zur Heeder Ortsgeschichte. Heede 1978, OCLC 256266251.